# USS Dogfish (SS-350)
USS Dogfish (SS-350) là một  tàu ngầm lớp Balao được Hải quân Hoa Kỳ chế tạo trong Chiến tranh Thế giới thứ hai. Nó là chiếc tàu chiến duy nhất của Hải quân Hoa Kỳ được đặt cái tên này, theo tên chung của nhiều loài cá nhám. Hoàn tất quá trễ để có thể phục vụ trong Thế Chiến II, nó đã được nâng cấp trong khuôn khổ Dự án GUPPY II để tiếp tục hoạt động trong cuộc Chiến tranh Lạnh. Con tàu được chuyển cho Brazil vào năm 1972 để tiếp tục phục vụ như là chiếc Guanabara (S-10), và cuối cùng bị tháo dỡ vào năm 1983.

## Thiết kế và chế tạo
Thiết kế của lớp Balao được cải tiến dựa trên  tàu ngầm lớp Gato dẫn trước, là một kiểu tàu ngầm hạm đội có tốc độ trên mặt nước cao, tầm hoạt động xa và vũ khí mạnh để tháp tùng hạm đội chiến trận. Khác biệt chính so với lớp Gato là ở cấu trúc lườn chịu áp lực bên trong dày hơn, và sử dụng thép có độ đàn hồi cao (HTS: High-Tensile Steel), cho phép lặn sâu hơn đến 400 ft (120 m). Con tàu dài 311 ft 9 in (95,02 m) và có trọng lượng choán nước 1.526 tấn Anh (1.550 t) khi nổi và 2.424 tấn Anh (2.463 t) khi lặn. Chúng trang bị động cơ diesel dẫn động máy phát điện để cung cấp điện năng cho bốn động cơ điện, đạt được công suất 5.400 shp (4.000 kW) khi nổi và 2.740 shp (2.040 kW) khi lặn, cho phép đạt tốc độ tối đa 20,25 hải lý trên giờ (37,50 km/h) và 8,75 hải lý trên giờ (16,21 km/h) tương ứng. Tầm xa hoạt động là 11.000 hải lý (20.000 km) khi đi trên mặt nước ở tốc độ 10 hải lý trên giờ (19 km/h) và có thể hoạt động kéo dài đến 75 ngày.
Tương tự như lớp Gato dẫn trước, lớp Balao được trang bị mười ống phóng ngư lôi 21 in (530 mm), gồm sáu ống trước mũi và bốn ống phía phía đuôi tàu, chúng mang theo tối đa 24 quả ngư lôi. Vũ khí trên boong tàu gồm một hải pháo 4 inch/50 caliber, một khẩu pháo phòng không Bofors 40 mm nòng đơn và một khẩu đội Oerlikon 20 mm nòng đôi, kèm theo hai súng máy .50 caliber. Trên tháp chỉ huy, ngoài hai kính tiềm vọng, nó còn trang bị ăn-ten radar SD phòng không và SJ dò tìm mặt biển. Tiện nghi cho thủy thủ đoàn bao gồm điều hòa không khí, thực phẩm trữ lạnh, máy lọc nước, máy giặt và giường ngủ cho hầu hết mọi người, giúp họ chịu đựng cái nóng nhiệt đới tại Thái Bình Dương cùng những chuyến tuần tra kéo dài đến hai tháng rưỡi.
Dogfish được đặt lườn tại xưởng tàu của hãng Electric Boat Company ở Groton, Connecticut vào ngày 22 tháng 6, 1944. Nó được hạ thủy vào ngày 27 tháng 10, 1945, được đỡ đầu bởi bà Armand M. Morgan, và được cho nhập biên chế cùng Hải quân Hoa Kỳ vào ngày 29 tháng 4, 1946 dưới quyền chỉ huy của Hạm trưởng, Trung tá Hải quân Thomas Slack Baskett.

## Lịch sử hoạt động

### USSDogfish
Đặt căn cứ tại New London, Connecticut, Dogfish hoạt động tại chỗ và thực hiện những chuyến đi sang vùng biển Caribe và Bermuda để thực hành huấn luyện. Nó được đại tu và hiện đại hóa tại Xưởng hải quân Philadelphia từ tháng 8, 1947 đến tháng 4, 1948, trong khuôn khổ Chương trình Công suất đẩy dưới nước lớn hơn (GUPPY II), giúp cải thiện đáng kể tốc độ lặn dưới nước và tầm xa hoạt động. Sau đó con tàu được sử dụng trong các dự án thử nghiệm cũng như các hoạt động thường lệ từ căn cứ New London. Từ ngày 31 tháng 10 đến ngày 19 tháng 11, 1948, nó tham gia cuộc tập trận hạm đội quy mô lớn, trải dài từ vùng biển ngoài khơi Florida cho đến eo biển Davis giữa Labrador và Greenland. 
Từ ngày 4 tháng 2 đến ngày 3 tháng 4, 1949, Dogfish vượt Đại Tây Dương để viếng thăm Scotland, Anh và Pháp. Nó cũng tham gia cuộc tập trận hộ tống vận tải ngoài khơi mũi Hatteras trong tháng 2 và tháng 3, 1952, và hoạt động dọc theo vùng bờ Đông và vùng biển Caribe trong suốt ba năm tiếp theo. 
Khởi hành từ New London vào ngày 1 tháng 3, 1955, Dogfish có lượt phục vụ đầu tiên cùng Đệ Lục hạm đội tại Địa Trung Hải, rồi quay trở về cảng nhà vào ngày 6 tháng 6. Nó tham gia vào cuộc tập trận "New Broom" của Khối NATO vào năm 1956, và nhân dịp này đã viếng thăm Halifax, Nova Scotia từ ngày 4 tháng 6 đến ngày 14 tháng 6. Đến ngày 8 tháng 11, đang khi hoạt động tại chỗ từ căn cứ New London, nó đã cứu nạn và trợ giúp chữa cháy cho tàu đánh cá Agda. Chiếc tàu ngầm có chuyến đi sang vịnh Faslane, Scotland từ ngày 31 tháng 1 đến ngày 12 tháng 4, 1958 để đánh giá thiết bị mới, rồi từ ngày 23 tháng 5 đến ngày 8 tháng 8, 1959 đã có thêm một lượt phục vụ cùng Đệ Lục hạm đội tại Địa Trung Hải. Sang tháng 10 và tháng 11, nó tham gia cuộc tập trận chống tàu ngầm của Khối NATO.

### Guanabara(S-10)
Dogfish được cho xuất biên chế đồng thời rút tên khỏi danh sách Đăng bạ Hải quân Hoa Kỳ vào ngày 28 tháng 7, 1972. Con tàu được bán cho Brazil trong khuôn khổ Chương trình viện trợ quân sự, và phục vụ cùng Hải quân Brazil như là chiếc Guanabara (S-10). Nó ngừng hoạt động và bị tháo dỡ vào năm 1983.